# 바닥재

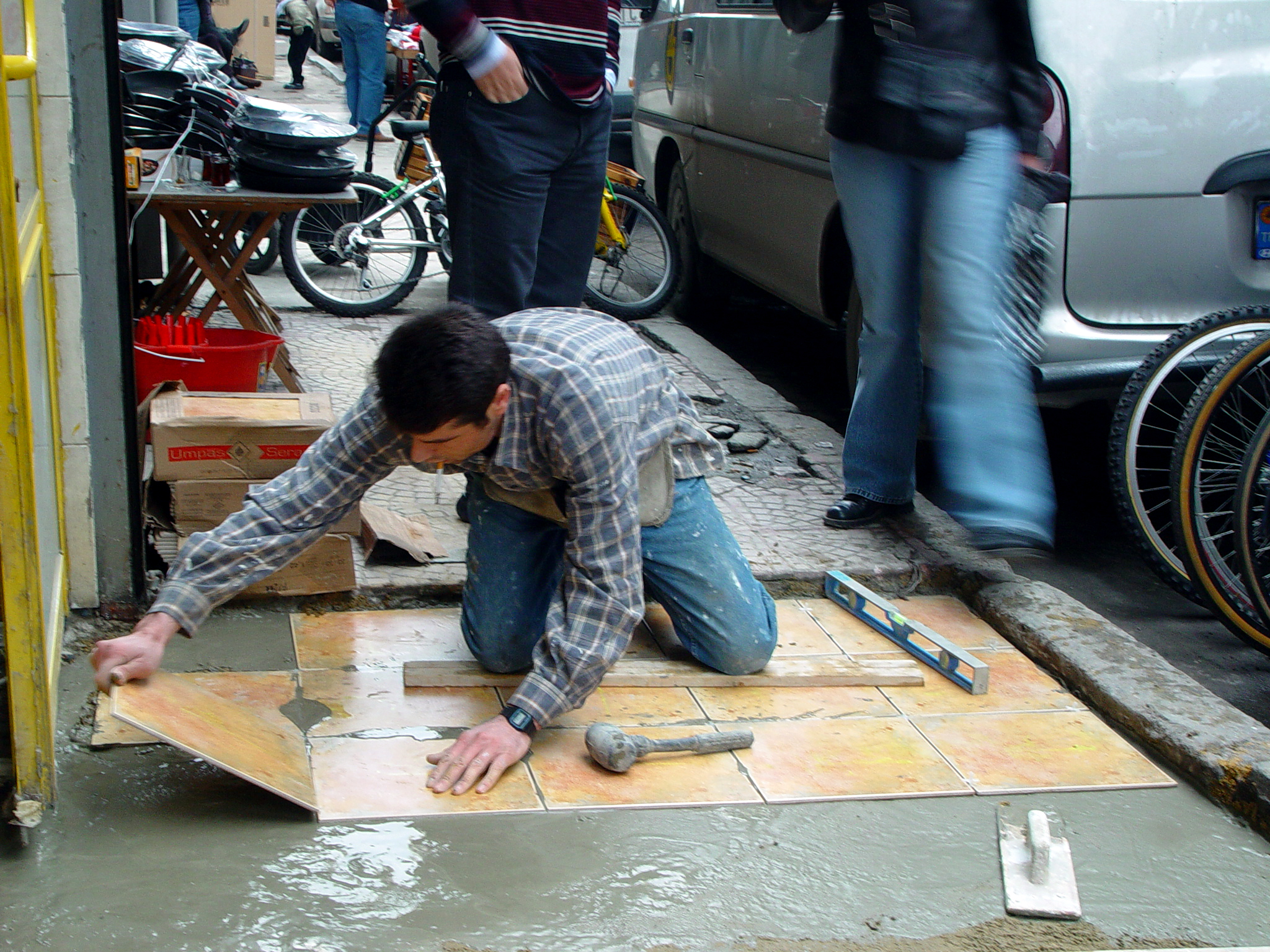
세라믹 타일을 까는 모습

바닥재( - 材)는 바닥을 까는 데 사용하는 모든 재료를 가리키는 단어이다. 오래전부터 목재, 콘크리트, 돌, 타일 등을 바닥재로 사용하였으며, 오늘날에는 아스팔트, 코르크, 리노륨, 고무, 플라스틱, 자기, 타일 등을 바닥재로 쓰고 있다.
유의어로 장판(壯版)이라고도 한다.

## 참고 문헌
- 이 문서에는 다음커뮤니케이션(현 카카오)에서 GFDL 또는 CC-SA 라이선스로 배포한 글로벌 세계대백과사전의 내용을 기초로 작성된 글이 포함되어 있습니다.